# Prostitute Disfigurement
Prostitute Disfigurement er et brutal dødsmetal-band fra Holland. Bandet blev dannet i 2000 af Niels Adams, Niels van Wijk og Patrick, men de fik snart efter selskab af guitaristen Roel. Oprindeligt hen bandet Disfigure, men efter at have skrevet kontrakt med pladeselskabet Dismemberment Records udgav de deres demo samt deres første album, Embalmed Madness, i 2001 som Prostitute Disfigurement.
Embalmed Madness blev oprindeligt kun trykt i 500 eksemplarer, men de blev udsolgt så hurtigt at der i hast blev fremstillet yderligere 500, som ligeledes blev udsolgt.
Både demoen og Embalmed Madness blev indspillet med hjælp fra en trommemaskine. Efterhånden som bandet begyndte at optræde live, fik de brug for en trommeslager, og hyrede trommeslageren Tim.
Med Tim med i bandet begyndte indspilningen af deres andet album, Deeds of Derangement, som blev udgivet i august 2003 af tyske Morbid Records. Kort herefter forlod guitaristen Niels van Wijk bandet, og blev i stedet erstattet af Benny.
Efter to år i bandet forlod trommeslageren Tim bandet, og blev erstattet af den mere erfarne Michiel van der Plicht.
I 2004 blev Embalmed Madness genudgivet på Unmatched Brutality Records, og i 2005 udgav Prostitute Disfigurement deres seneste album, Left in Grisly Fashion, nu på Neurotic Records.
Bandet gik i opløsning i 2008, efter at have udgivet albummet Descendants of Depravity, men blev gendannet i 2010.

## Nuværende medlemmer
- Niels Adams – Sang
- Michael Philip Barber – Lead guitar
- Martijn Moes – Rytmeguitar
- Patrick Oosterveen – Bas
- Dennis Thiele – Trommer

## Diskografi

### Studiealbum
- 2001: Embalmed Madness
- 2003: Deeds of Derangement
- 2005: Left in Grisly Fashion
- 2008: Descendants of Depravity
- 2014: From Crotch to Crown

### Demoer
- 2001: Disfigure

## Fodnoter
1. 1 2 3  ProstituteDisfigurement.com: Officiel biografi
2. ↑  Prostitute Disfigurement på Encyclopaedia Metallum